# 美国参议院司法委员会

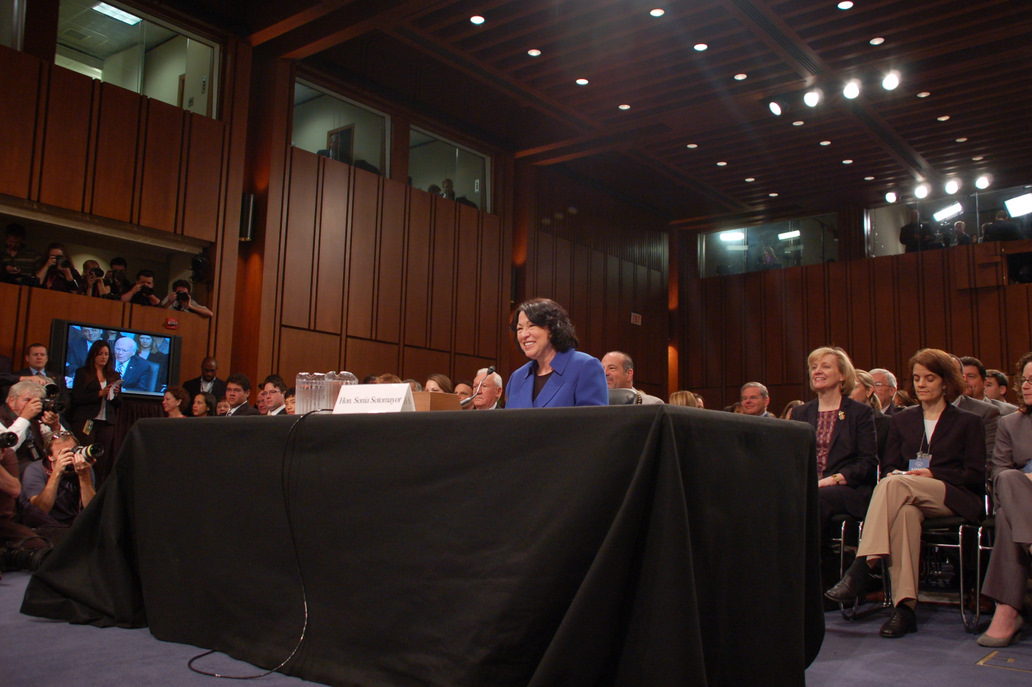
2009年7月美国联邦最高法院大法官提名人选索尼娅·索托马约尔参加参议院司法委员会的提名听证会

美国参议院司法委员会（英語：United States Senate Committee on the Judiciary）是美国国会参议院的常设委员会之一。
司法委员会创立于1816年，是参议院中历史最悠久、也最具影响力的委员会之一。它由21名成员组成，主要负责审核总统提名的联邦法官、司法部官员等。此外，司法委员会的立法管辖权还涉及联邦刑法，以及人权事务、移民法、知识产权、反垄断法、网络隐私权等。
现任参议院司法委员会主席为艾奥瓦州参议员查克·葛雷斯利。